# Miguel Guerrero
Miguel Ángel Guerrero Paz (ur. 7 września 1967 w Cali) – piłkarz kolumbijski grający na pozycji napastnika.

## Kariera klubowa
Miguel Guerrero pochodzi z Cali. Jego pierwszym klubem w karierze była tamtejsza America Cali, w barwach której zadebiutował w 1988 roku w Copa Mustang. W premierowym sezonie zdobył 8 goli w lidze, a w następnym już 12. W 1990 zdobył ze swoim klubem swoje pierwsze w karierze mistrzostwo Kolumbii. Po sezonie trafił do hiszpańskiej Málagi. Grał tam przez pół sezonu w Segunda División (8 meczów, 3 gole), jednak wrócił szybko do Ameriki. W 1992 roku po raz drugi został z nią mistrzem kraju, ale jeszcze w trakcie sezonu przeszedł do Atletico Junior Barranquilla. W 1993 roku rozegrał udany sezon, doprowadził Atletico Junior do mistrzostwa Kolumbii, a sam z 34 golami na koncie został królem strzelców ligi. W klubie z Barranquilli grał jeszcze pół roku, a latem 1994 przeniósł się do AS Bari. Grał tam w pomocy, a w ataku było zarezerwowane miejsce dla Igora Prottiego i Nicoli Ventoli. W sezonie 1994/1995 zdobył dla Bari 2 gole i zajął z tym klubem 12. miejsce w lidze. Rok później po 8 meczach został wypożyczony do CP Merida, które jednak opuściło szeregi Primera División. Guerrero wrócił do Włoch, gdzie rozegrał całkiem udany sezon (10 goli), tym razem już jako napastnik. W sezonie 1998/1999 stracił już miejsce w składzie i sporadycznie grał na boiskach Serie A. W 1999 wrócił do Kolumbii zostając piłkarzem Independiente Medellin. Grał tam przez 3 lata (z przerwą półroczną na grę w szwajcarskiej Bellinzonie), jednak nie osiągnął znaczących sukcesów, a w 2001 roku zakończył piłkarską karierę w wieku 34 lat.
| Sezon   | Klub                         | Kraj       | Rozgrywki                  | Mecze | Bramki |
| ------- | ---------------------------- | ---------- | -------------------------- | ----- | ------ |
| 1988    | America Cali                 | Kolumbia   | Copa Mustang               | 20    | 8      |
| 1989    | America Cali                 | Kolumbia   | Copa Mustang               | 28    | 12     |
| 1990    | America Cali                 | Kolumbia   | Copa Mustang               | ?     | ?      |
| 1990/91 | Málaga CF                    | Hiszpania  | Segunda División           | 8     | 3      |
| 1991    | America Cali                 | Kolumbia   | Copa Mustang               | ?     | ?      |
| 1992    | America Cali                 | Kolumbia   | Copa Mustang               | 20    | 1      |
| 1992    | Atletico Junior Barranquilla | Kolumbia   | Copa Mustang               | ?     | ?      |
| 1993    | Atletico Junior Barranquilla | Kolumbia   | Copa Mustang               | 54    | 34     |
| 1994    | Atletico Junior Barranquilla | Kolumbia   | Copa Mustang               | 10    | 5      |
| 1994/95 | AS Bari                      | Włochy     | Serie A                    | 26    | 2      |
| 1995/96 | AS Bari                      | Włochy     | Serie A                    | 8     | 0      |
| 1995/96 | CP Merida                    | Hiszpania  | Primera División           | 21    | 0      |
| 1996/97 | AS Bari                      | Włochy     | Serie A                    | 34    | 10     |
| 1997/98 | AS Bari                      | Włochy     | Serie A                    | 26    | 2      |
| 1998/99 | AS Bari                      | Włochy     | Serie A                    | 11    | 1      |
| 1999    | Independiente Medellin       | Kolumbia   | Copa Mustang               | ?     | ?      |
| 2000    | Independiente Medellin       | Kolumbia   | Copa Mustang               | ?     | ?      |
| 2000/01 | AC Bellinzona                | Szwajcaria | Challenge League           | ?     | ?      |
| 2001    | Independiente Medellin       | Kolumbia   | Copa Mustang               | ?     | ?      |
|         |                              |            | Łącznie w Serie A          | 105   | 15     |
|         |                              |            | Łącznie w Primera División | 21    | 0      |

## Kariera reprezentacyjna
W 1989 roku Guerrero był członkiem młodzieżowej reprezentacji Kolumbii na Młodzieżowe Mistrzostwa Świata w Piłce Nożnej w Arabii Saudyjskiej, na których doszedł z Kolumbią do ćwierćfinału.
W 1990 roku Guerrero zadebiutował w pierwszej reprezentacji a latem był członkiem reprezentacji Kolumbii na Mistrzostwa Świata we Włoszech. Tam był jednak tylko rezerwowym dla Freddy Rincóna, Arnoldo Iguarána czy Bernardo Redína i ani razu nie pojawił się na boisku. Kolumbia zakończyła turniej na 1/8 finału (porażka 1:2 po dogrywce z Kamerunem). W reprezentacji Kolumbii Guerrero nigdy nie odniósł znaczących sukcesów i grał mało – ostatni swój mecz rozegrał w 1995 roku.